# Luke Cage (televíziós sorozat)
A Luke Cage 2016 és 2018 között vetített amerikai akció dráma sorozat, amelyet Cheo Hodari Coker alkotott.
A sorozat producerei Aïda Mashaka Croal, Akela Cooper és Gail Barringer. A zeneszerzői Adrian Younge és Ali Shaheed Muhammad. A főszerepekben Mike Colter, Mahershala Ali, Simone Missick, Theo Rossi és Erik LaRay Harvey láthatóak. A sorozat a Marvel Television és az ABC Studios megbízásából készült, forgalmazója a Netflix Streaming Services.
Amerikában 2016. szeptember 30-án mutatta be a Netflix. Magyarországon csak feliratosan elérhető.

## Cselekmény
Amikor egy szabotált kísérlet szuper erőt és sebezhetetlen bőrt ad  Luke Cage-nek, körözötté válik. Harlemben kezd új életet, de hamarosan szembe kell szállnia a múltjával és csatát kell vívnia a városért. Miután tisztázta a nevét Cage hőssé és híressé válik Harlemben. Egy új fenyegetéssel szembesül, ami miatt szembe kell szállnia a hős és gazember közötti határra.

## Szereplők

### Főszereplők
| Szereplők                    | Színészek         | Évadok     | Évadok     |
| Szereplők                    | Színészek         | 1.         | 2.         |
| ---------------------------- | ----------------- | ---------- | ---------- |
| Luke Cage                    | Mike Colter       | Főszereplő | Főszereplő |
| Cornell "Cottonmouth" Stokes | Mahershala Ali    | Főszereplő |            |
| Misty Knight                 | Simone Missick    | Főszereplő | Főszereplő |
| Shades                       | Theo Rossi        | Főszereplő | Főszereplő |
| Willis Stryker / Diamondback | Erik LaRay Harvey | Főszereplő |            |
| Claire Temple                | Rosario Dawson    | Főszereplő | Visszatérő |
| Mariah Dillard               | Alfre Woodard     | Főszereplő | Főszereplő |
| Tilda Johnson                | Gabrielle Dennis  |            | Főszereplő |
| John McIver / Bushmaster     | Mustafa Shakir    |            | Főszereplő |
| Colleen Wing                 | Jessica Henwick   |            | Főszereplő |
| Danny Rand / Vasököl         | Finn Jones        |            | Főszereplő |
| Blake Tower                  | Stephen Rider     | Visszatérő | Főszereplő |

## Epizódok
| Évad | Évad | Részek száma | Részek száma | Eredeti sugárzás     | Eredeti sugárzás     | Eredeti adó      | Magyar sugárzás      | Magyar sugárzás      | Magyar adó |
| Évad | Évad | Részek száma | Részek száma | Évadbemutató         | Évadzáró             | Eredeti adó      | Évadbemutató         | Évadzáró             | Magyar adó |
| ---- | ---- | ------------ | ------------ | -------------------- | -------------------- | ---------------- | -------------------- | -------------------- | ---------- |
|      | 1.   | 13           | 13           | 2016. szeptember 30. | 2016. szeptember 30. |                  | 2016. szeptember 30. | 2016. szeptember 30. |            |
|      | 2.   | 13           | 13           | 2018. június 22.     | 2018. június 22.     | 2018. június 22. | 2018. június 22.     |                      |            |

### 1. évad (2016)
| Sor. | Év. | Cím                                                       | Rendező            | Író                                    | Premier              |
| ---- | --- | --------------------------------------------------------- | ------------------ | -------------------------------------- | -------------------- |
| 1.   | 1.  | Az igazság pillanata (Moment of Truth)                    | Paul McGuigan      | Cheo Hodari Coker                      | 2016. szeptember 30. |
| 2.   | 2.  | Az utca törvényei (Code of the Streets)                   | Paul McGuigan      | Cheo Hodari Coker                      | 2016. szeptember 30. |
| 3.   | 3.  | Ki fogja elvinni a balhét? (Who's Gonna Take the Weight?) | Guillermo Navarro  | Matt Owens                             | 2016. szeptember 30. |
| 4.   | 4.  | Belépés az arénába (Step in the Arena)                    | Vincenzo Natali    | Charles Murray                         | 2016. szeptember 30. |
| 5.   | 5.  | Csak a hírnévért (Just to Get a Rep)                      | Marc Jobst         | Jason Horwitch                         | 2016. szeptember 30. |
| 6.   | 6.  | Az idiótáknak testőr kell (Suckas Need Bodyguards)        | Sam Miller         | Nathan Louis Jackson                   | 2016. szeptember 30. |
| 7.   | 7.  | Nyilatkozat (Manifest)                                    | Andy Goddard       | Akela Cooper                           | 2016. szeptember 30. |
| 8.   | 8.  | Ellopni a rivaldafényt (Blowin' Up the Spot)              | Magnus Martens     | Aïda Mashaka Croal                     | 2016. szeptember 30. |
| 9.   | 9.  | Csinálj, amit tudsz (DWYCK)                               | Tom Shankland      | Christian Taylor                       | 2016. szeptember 30. |
| 10.  | 10. | Vedd magadra (Take It Personal)                           | Stephen Surjik     | Jason Horwitch                         | 2016. szeptember 30. |
| 11.  | 11. | Most az enyém vagy (Now You're Mine)                      | George Tillman Jr. | Christian Taylor                       | 2016. szeptember 30. |
| 12.  | 12. | A káosz monológja (Soliloquy of Chaos)                    | Phil Abraham       | Akela Cooper & Charles Murray          | 2016. szeptember 30. |
| 13.  | 13. | Ismered a stílusom (You Know My Steez)                    | Clark Johnson      | Aïda Mashaka Croal & Cheo Hodari Coker | 2016. szeptember 30. |

### 2. évad (2018)
| Sor. | Év. | Cím                                                        | Rendező                    | Író                                     | Premier          |
| ---- | --- | ---------------------------------------------------------- | -------------------------- | --------------------------------------- | ---------------- |
| 14.  | 1.  | lelkitárs (Soul Brother #1)                                | Lucy Liu                   | Cheo Hodari Coker                       | 2018. június 22. |
| 15.  | 2.  | Tisztázni kell (Straighten It Out)                         | Steph Green                | Akela Cooper                            | 2018. június 22. |
| 16.  | 3.  | Ki van akadva (Wig Out)                                    | Marc Jobst                 | Matt Owens                              | 2018. június 22. |
| 17.  | 4.  | Eldurvul a helyzet (I Get Physical)                        | Salli Richardson-Whitfield | Matthew Lopes                           | 2018. június 22. |
| 18.  | 5.  | Bármit megtennék (All Souled Out)                          | Kasi Lemmons               | Ian Stokes                              | 2018. június 22. |
| 19.  | 6.  | Az alagsor (The Basement)                                  | Millicent Shelton          | Aïda Mashaka Croal                      | 2018. június 22. |
| 20.  | 7.  | Nem adom fel (On and On)                                   | Rashaad Ernesto Green      | Nicole Mirante Matthews                 | 2018. június 22. |
| 21.  | 8.  | Semmi nem megy könnyen (If It Ain't Rough, It Ain't Right) | Neema Barnette             | Nathan Louis Jackson                    | 2018. június 22. |
| 22.  | 9.  | Az ég szerelmére (For Pete's Sake)                         | Clark Johnson              | Matt Owens & Ian Stokes                 | 2018. június 22. |
| 23.  | 10. | A fő összetevő (The Main Ingredient)                       | Andy Goddard               | Akela Cooper                            | 2018. június 22. |
| 24.  | 11. | Az alkotó (The Creator)                                    | Stephen Surjik             | Nicole Mirante Matthews & Matthew Lopes | 2018. június 22. |
| 25.  | 12. | Ne kerülj szembe velem! (Can't Front On Me)                | Evarado Gout               | Aïda Mashaka Croal                      | 2018. június 22. |
| 26.  | 13. | Rólad emlékezünk (They Reminisce Over You)                 | Alex Garcia Lopez          | Cheo Hodari Coker                       | 2018. június 22. |

## Gyártás

### Fejlesztés
2013 májusában a Marvel Studios visszakapta Luke Cage jogait a Sony Pictures Entertainmenttől / Columbia Picturestől, miután 2003-as film bejelentés követően sohasem készült el. 2013 októberéig a Marvel Television négy drámasorozatot és egy minisorozatot készített elő, összesen 60 epizódot, hogy a VoDon és kábelszolgáltatóknál bemutassa. A Netflix, az Amazon és a WGN American is érdeklődött a sorozat iránt. Néhány héttel később a Marvel és a Disney bejelentette, hogy a Marvel Television az ABC Studiossal közösen akciósorozatokkal látná el a Netflixet, amelyek középpontjában Luke Cage, Daredevil, Jessica Jones és Vasököl állna , ami a Defenders-en alapuló minisorozathoz vezetne.
A Marvel 2014-ben kezdte meg az alkotó keresését és 2015. március végén a Netflix és a Marvel bejelentette Cheo Hodari Cokert lesz az alkotó és felfedte a sorozat címét. Coker ihletet kapott arra, hogy a sorozat alkotójává váljon, "amikor rájött egy sorozat sebezhetetlen bőrű férfiról szól". Charles Murray, Alison Engel, Allie Goss, Kris Henigman, Cindy Holland, Alan Fine, Stan Lee, Joe Queseda, Dan Buckley és Jim Chory lesznek vezető producerek. A sorozat eredetileg a Netflixen negyedikkén debütált volna, a Vasököl sorozat után, de a harmadikként mutatták be, miután Cage szerepelt a Jessica Jones sorozatban. 2016 decemberében a Netflix egy második évadra megújította a sorozatot.

### Forgatás
A sorozat forgatása New York-ban, jelentősen Harlemben zajlott.

### Vizuális effektek
A sorozat vizuális effektjeit a FuseFX csinálta, Greg Anderson felügyelete alatt.